# Honoré Jacquinot
Honoré Jacquinot ( 1815 - 1887) fue un cirujano, naturalista y zoólogo francés.
Jacquinot era el hermano menor del oficial de marina Charles Hector Jacquinot; y navega a su lado como naturalista a bordo de La Zélée, nave participante de la expedición de Dumont d'Urville (en el Astrolabe) de 1837 a 1840.
Clasificó y nombró mucho en sociedad con Jacques Bernard Hombron, y mientras estaban en ruta a la Antártida, y anclados cerca de la costa de Nueva Zelanda, describe e ilustra 15 especies de moluscos de esas aguas, más varias especies de peces y de crustáceos.

## Algunas publicaciones

### Libros
- jacques Bernard Hombron, Honoré Jacquinot, Jules-Sébastien-César Dumont D'Urville. 1846. Voyage au Pole Sud et dans l'Océanie sur les corvettes l'Astrolabe et la Zélée: exécuté par ordre du roi pendant les années 1837, 1838, 1839, 1840, sous le commandement de M. J. Dumont d'Urville, Capitaine de vaisseau. Considérations générales sur l'anthropologie suivies d'observations sur les races humaines de l'amérique méridionale et de l'océanie. Volumen 1. Editor Gide, 384 pp. en línea

- louis François Emmanuel Rousseau, Jacques Bernard Hombron, Honoré Jacquinot. 1854. Voyage au Pôle Sud et dans l'Océanie sur les corvettes l'Astrolabe et La Zélée, exécuté par ordre du Roi pendant les années 1837, 1838, 1839, 1840: Zoologie. Volumen 5. Editor Gide & Baudry, 132 pp.

## Honores

### Epónimos
- (Epacridaceae) Jacquinotia Homb. & Jacquinot ex Decne.[2]

- La abreviatura «Jacquinot» se emplea para indicar a Honoré Jacquinot como autoridad en la descripción y clasificación científica de los vegetales.[3]

## Abreviatura (zoología)
La abreviatura Jacquinot  se emplea para indicar a Honoré Jacquinot como autoridad en la descripción y taxonomía en zoología.